# Motajica
Motajica je planina na sjeveru Bosne i Hercegovine. 
Nekoliko je njenih planinskih vrhova na visini iznad 500 metara nadmorske visine, među kojima su najviši: Gradina (652 m), Lipaja (643 m) i Ostraja (521 m). Motajica je vrlo bogata šumom, i to posebno kvalitetnih hrasta i bukve, zbog toga su često motajička brda ostajala ogoljena, a sa šumom je uništavan cjelokupni biljni i životinjski svijet. 
Jedna od velikih sječa šume na Motajici se dogodila 1869. godine po nalogu osmanlijske vlade. 
Motajica je jedina bosanska planina u kojoj granit ima važnu ulogu, i na njenoj sjevernoj strani duž Save je bilo više kamenih rudnika. 
Na Motajici se može primijetiti i više prirodnih rijetkosti, vrijednosti i fenomena (kolonije rijetkog drveća i rastinja, čistoća vodotoka i izvora), a na njoj se nalazi i više arheoloških lokaliteta. Na ivičnim obodima bivšeg naselja Rakovca prostiru se Rakovačke šume. 
Motajicu izgrađuju eocenski (48.7 Ma) sinkolizioni granitoidi u obliku malog plutona. Parageneze mikroelemenata tih magmatita, pegmatita, grajzena i kvarcnih žila: U, Th, Ce, Y, P, Nb, Ta, B, Li, F, Be, Sn, Mo, W, Fe, Cu, Pb kao i vrijednosti 87Sr/86Sr te 18O ukazuju na podrijetlo magme iz omotača kontaminirane relativno metalogeno sterilnim stijenama litosfere. Hipoteza formiranja takove hibridne magme koja je najvjerojatnija je "slab break-off model". Duboka erozija granitoidnog plutona Motajice otvorila je njegovu akro- i epibatolitsku razinu s brojnim skromnim ležištima pegmatita (beriliti, turmaliniti, esmerladiti, sileksiti, s piezoelektričnim kvarcem).